# Thubursicum-Bure
Thubursicum-Bure (łac. Diocesis Thubursicensis-Bure) – stolica historycznej diecezji w Cesarstwie rzymskim w prowincji Afryka Prokonsularna, sufragania metropolii Kartagina. Współcześnie w Tunezji. Obecnie katolickie biskupstwo tytularne.

## Biskupi tytularni
| Lp. | Biskup                    | Funkcja                                     | Od                | Do                |
| --- | ------------------------- | ------------------------------------------- | ----------------- | ----------------- |
| 1   | Winnibald Joseph Menezes  | biskup pomocniczy Bombaju (Indie)           | 29 listopada 1967 | 27 maja 2002      |
| 2   | Aloísio Jorge Pena Vitral | biskup pomocniczy Belo Horizonte (Brazylia) | 11 lutego 2006    | 25 listopada 2009 |
| 3   | Mychajło Bubnij           | egzarcha Odessy (Ukraina)                   | 13 lutego 2014    |                   |